# Aeolothrips collaris
Aeolothrips collaris är en insektsart som beskrevs av Hermann Priesner 1919. Aeolothrips collaris ingår i släktet Aeolothrips och familjen rovtripsar. Inga underarter finns listade i Catalogue of Life.